# Йоханнессен, Свейн
Свейн Йоханнессен (норв. Svein Johannessen; 17 октября 1937 — 27 ноября 2007) — норвежский шахматист, международный мастер (1961).
Чемпион Норвегии среди юношей 1954 года. 
Неоднократный чемпион Норвегии (1959, 1962, 1970 и 1973). 
В составе сборной Норвегии участник 10-и Олимпиад (1956, 1960—1974, 1978). Победитель Турнира северных стран (1959).

## Изменения рейтинга
| Графики недоступны из-за технических проблем. См. информацию на Фабрикаторе и на mediawiki.org. |